# Cantón de El Guarco
Cantón de El Guarco är en kanton i Costa Rica.   Den ligger i provinsen Cartago, i den centrala delen av landet, 27 km sydost om huvudstaden San José. Antalet invånare är 41 793. Arean är 168 kvadratkilometer.
Terrängen i Cantón de El Guarco är huvudsakligen kuperad, men österut är den bergig.